# رود کولیما
رود کولیما (Kolyma River) در شمال شرقی سیبری قرار دارد. حوضه آبریز این رود، بخش‌هایی از یاقوتستان، چوکوتکا و استان ماگادان روسیه را در بر می‌گیرد. این رود از کوه‌های شمال اوختسک و ماگادان سرچشمه می‌گیرد و به خلیج کولیما می‌ریزد.خلیج کولیما در دریای سیبری شرقی واقع است. دریای سیبری شرقی به اقیانوس منجمد شمالی مرتبط است. درازای رود کولیما ۲٬۱۲۹ کیلومتر است. مساحت حوضه آبریز آن ۶۴۴٬۰۰۰ کیلومتر مربع است. در طی ۲۵۰ روز از سال، سطح این رودخانه به عمق چندین متر یخ زده‌است و تنها در اوایل ماه ژوئن تا ماه اکتبر عاری از یخ می‌باشد.